# Срђан Динчић
Срђан Динчић Ђиђа (Карловац, 14. септембар 1984) је српски стенд ап комичар, хумориста, сатиричар и сценариста. Колеге га зову „Езоп српске стенд ап сцене” због честих шала о животињама.

## Биографија
Срђан је рођен у Карловцу, 14. септембра 1984. године, а данас живи и ради на релацији Београд — Сремска Митровица. Завршио је Факултет за предузетни менаџмент у Новом Саду. Оженио се са Тамаром, има сина Алексеја и ћерку Настасју.
Јавност га је упознала 2009. године као једног од учесника ријалити шоу програма „Сурвајвор“. Био је члан племена Манобо на Филипинима. Такмичење је напустио самовољно.
Жири „Вибове награде“ га је исте године прогласио најбољим младим сатиричарем. Добитник је и Сатиричног пера на 11. Међународном фестивалу хумора и сатире у Бијељини 2014. године.
Публици је представио неколико представа од којих је најуспешнији његов шоу под називом „Ђаво из јагоде“. Он је први комичар који је напунио два Дома Синдиката управо са том представом. Позната су и још нека остварења овог формата: Испод невидљивог кишобрана, Лаж по истинитом догађају и Треће стање.
Објавио је неколико збирки афоризама, те освојио бројне награде. Његова прва књига афоризама се зове Нешто невешто. Духовитост је, како каже, наследио од своје баке Бранке. Његов први афоризам је: „Ученици, када бежите са часова, немојте бежати у кафане, тамо ћете најпре налетети на професоре“.
Приликом гостовања комичара Дилана Морана и Едија Изарда у Београду, отварао је њихове наступе. Ђиђу највише засмејавају Рики Џервејз и и Луис ЦК, али ипак каже да су највећи утицај на његов хумор имали Бранко Ћопић, а потом и Тери Прачет, Даглас Адамс.
Активни је учесник организације Standup.rs. Био је учесник свих стенд ап фестивала у земљи и региону и хедлајнер сваког стенд ап Феста у Београду. На телевизији је наступао и као Сабласни косач. Има преко 1500 наступа по Србији.
Од 2017. до 2019. године водио је ауторски квиз „Столице“ на Телевизији „О2“, реч је о његовом ауторском пројекту у коме је шетао српским градовима са две столице у рукама тражећи такмичаре. Учесници су одговарали на девет питања, а имали су могућност да освоје до 18.000 динара.
СББ фондација је у оквиру своје иницијативе „Не прљај! Немаш изговор!“, у сарадњи са Срђаном Динчићем, покренула пројекат Мали еко савети, за велике промене.
Дуги низ година је један од сценариста и учесник емисија Вече са Иваном Ивановићем, 4 и по мушкарца са Иваном Ивановићем и Вече са Иваном Ивановићем и мушкарцима.

## Емисије
- Сурвајвор  (2009)
- Први сервис (2016)
- Столице (2017)
- Вече са Иваном Ивановићем (2010 — данас)